# 黄元燮
黄元燮（？—？），直隶天津人，是一名清朝政治人物。
黄元燮曾于1782年接替韩运鸿任南汇县知县一职，同年年由俞镐接任。